# Mirosław Jędras
Mirosław Jędras, pseud. Zacier (ur. 25 sierpnia 1963 w Warszawie) – polski muzyk, wokalista, autor tekstów, współtwórca i lider grupy muzycznej Zacier, lekarz nefrolog.
Znany z występowania w specyficznych nakryciach głowy podczas koncertów, takich jak np. garnek, piłka futbolowa lub czajnik.

## Życiorys

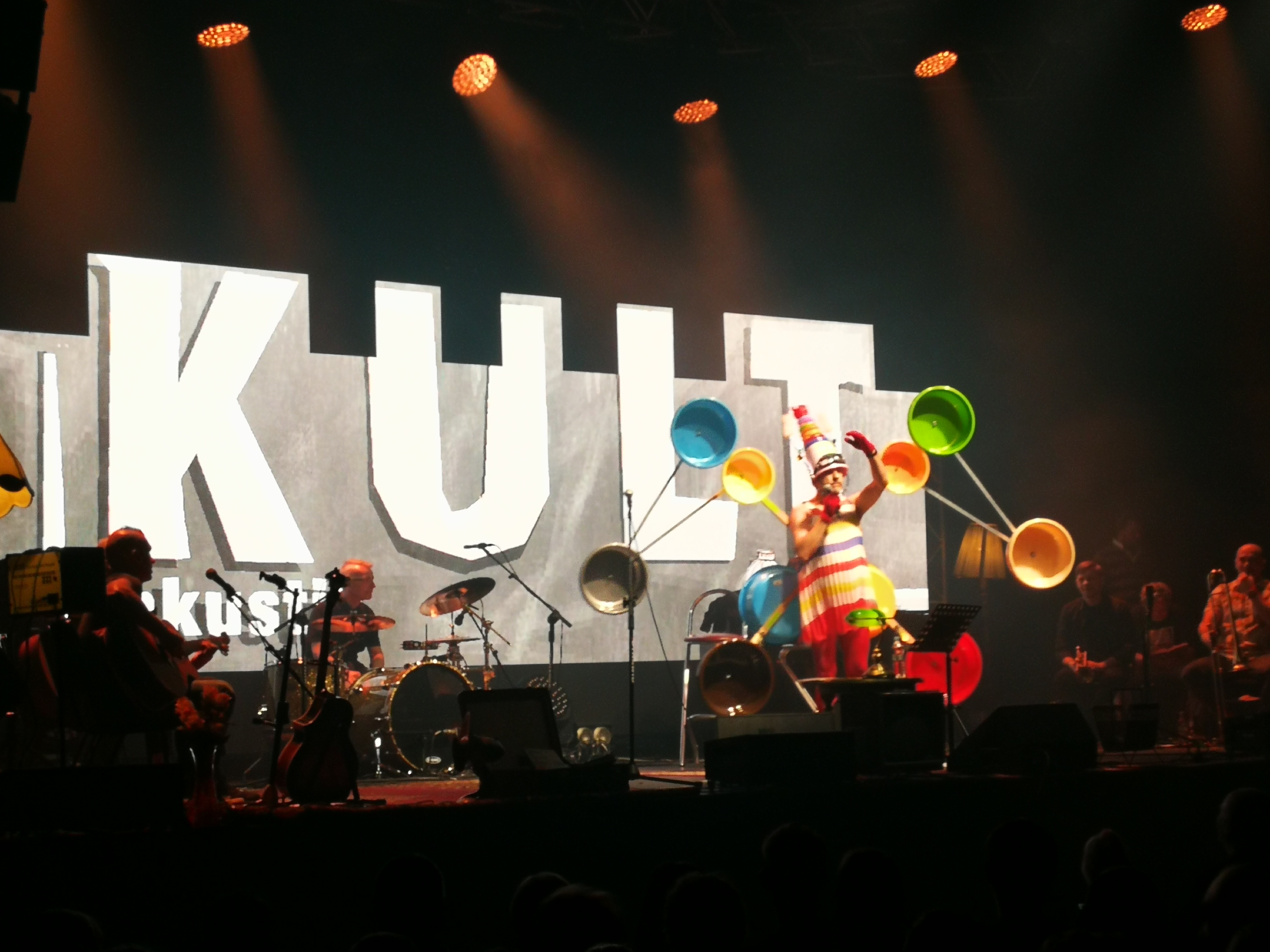
Mirosław Jędras podczas koncertu Kultu (2019)

### Edukacja
Z wykształcenia jest lekarzem, doktorem nauk medycznych, pracował w Katedrze i Klinice Nefrologii, Dializoterapii i Chorób Wewnętrznych Warszawskiego Uniwersytetu Medycznego (specjalność: choroby wewnętrzne, medycyna rodzinna, nefrologia) przy ulicy Banacha w Warszawie.

### Kariera
W zespole Zacier śpiewa i gra na gitarze, instrumentach klawiszowych, skrzypcach oraz wielu innych. Wielokrotnie współpracował z Kazikiem Staszewskim (m.in. przy płycie Silny Kazik pod wezwaniem oraz Zakażone piosenki), Kubą Sienkiewiczem (muzykowanie w latach 80., album Antena) i El Dupą. Jest twórcą muzyki i tekstu do piosenki Odpad atomowy, którą później wykonywali Kazik Na Żywo (wydany na albumie Na żywo, ale w studio z 1994) i Elektryczne Gitary. Stworzył ścieżkę dźwiękową do filmu Sum, tak zwany olimpijczyk Zespołu Filmowego „Skurcz”, gościnnie wystąpił również w innych obrazach „Skurczu”.

## Życie prywatne
Jest żonaty, ma dwóch synów.

## Dyskografia
- 1994 – Zacier – Konfabulacje (CC) (S.P. Records)
- 2005 – Zacier – Konfabulacje ? (S.P. Records)
- 2009 – Zacier – Masakra na Wałbrzyskiej... (Mystic Production)
- 2010 – Zacier – Niedźwiedź Janusz i inne zwierzęta (S.P. Records)
- 2014 – Zacier – Skazany na garnek (S.P. Records)
- 2014 – Zuch Kazik – Zakażone piosenki (S.P. Records)
- 2017 – Zacier – Podróże w Czasie, czyli Park, Rower i Wiewiórki (SP Records)
- 2019 – Zacier – Nie zabijaj motyli (SP Records)

### Gościnnie
- 2001 – El Dupa – maxisingiel Prohibition (utwory: Rote Szlafmyce 1, Prohibicja DrYry Skorpjonz remix, Rote szlafmyce 2, Róbrege (Trawa), Szewc ciemności, Oda do przyrodzenia)
- 2007 – El Dupa – Gra? (utwór Miecia)
- 2008 – Kazik – Silny Kazik pod Wezwaniem (akordeon)
- 2009 – El Dupa – singiel 2008: Moherowa odyseja (utwór Najbliższy bankomat w Girzycku)
- 2009 – Kazik – singiel Piwko (utwór Piwko (wer. nefrologiczno-abstynencka))
- 2009 – Elektryczne Gitary – Antena (utwory: Jestem o(d)padem atomowym, Hej Joe / Hej, Józek)
- 2010 – Kult – MTV Unplugged – Kult (CD + DVD) (utwór Gdy nie ma dzieci)
- 2011 – El Dupa – El Concerto in Duppa (DVD) (utwór Najbliższy bankomat w Girzycku)
- 2024 - The Syntetic - Przebłyski (utwór nokturny Szopena)